# Шролль, Томас
То́мас Шролль (нем. Thomas Schroll; род. 26 ноября 1965) — австрийский бобслеист, разгоняющий, выступавший за сборную Австрии в конце 1980-х — начале 1990-х годов. Участник двух зимних Олимпийских игр, чемпион Альбервиля, серебряный призёр чемпионата мира.

## Биография
Томас Шролль родился 26 ноября 1965 года в городе Халль-ин-Тироль, федеральная земля Тироль. Выступать в бобслее на профессиональном уровне начал в середине 1980-х годов и с самого начала стал показывать неплохие результаты, попал в качестве разгоняющего в национальную команду Австрии. 
Основные успехи в карьере Шролля связаны с пилотом Инго Аппельтом, вместе они ездили защищать честь страны на Олимпийские игры 1992 года в Альбервиль, где их команда завоевала золотые медали в программе четырёхместных экипажей и приехала четвёртой в зачёте двоек. На Игры 1994 года в Лиллехаммер поехал уже в паре с пилотом Хубертом Шёссером, но по результатам всех заездов оказался лишь на пятом месте.
Помимо всего прочего, Томас Шролль имеет в послужном списке серебряную медаль мирового первенства, выигранную в 1995 году в немецком Винтерберге. Неоднократно занимал призовые места на различных этапах Кубка мира, побеждал на чемпионате Австрии.